# Ex Machina (álbum)
Ex Machina (estilizado como EX_MACHINA) es el cuarto álbum de estudio de la banda japonesa de metalcore Crossfaith. Fue lanzado el 1 de agosto de 2018 en Japón a través de Sony Music y posteriormente el 3 de agosto de 2018 a nivel mundial. Fue producido por Drew Fulk. Este fue el último álbum de estudio con el bajista Hiroki Ikegawa antes de su salida de la banda en 2021.

## Lista de canciones
| N.º | Título                                                          | Duración |  |
| 1.  | «Deus Ex Machina»                                               | 1:39     |  |
| 2.  | «Catastrophe»                                                   | 3:32     |  |
| 3.  | «The Perfect Nightmare»                                         | 3:58     |  |
| 4.  | «Destroy» (con Ho99o9)                                          | 3:37     |  |
| 5.  | «Freedom» (con Rou Reynolds de Enter Shikari)                   | 3:21     |  |
| 6.  | «Make a Move»                                                   | 3:20     |  |
| 7.  | «Lost in You»                                                   | 4:14     |  |
| 8.  | «Wipeout»                                                       | 3:56     |  |
| 9.  | «Milestone»                                                     | 4:39     |  |
| 10. | «Eden in the Rain»                                              | 3:18     |  |
| 11. | «Twin Shadows»                                                  | 2:20     |  |
| 12. | «Daybreak»                                                      | 4:27     |  |
| 13. | «Faint» (cover de Linkin Park; con Masato Hayakawa de Coldrain) | 2:45     |  |

## Posicionamiento en lista
| Lista (2018)             | Posición |
| ------------------------ | -------- |
| UK Album Downloads (OCC) | 99       |

## Personal
Crossfaith
- Kenta Koie – voz principal
- Kazuki Takemura – guitarras
- Terufumi Tamano – teclados, programación, samples, coros
- Hiroki Ikegawa – bajo
- Tatsuya Amano – batería

Músicos adicionales
- Ho99o9: Actuación invitada (pista 4).
  - theOGM - Voces
  - Eaddy - Voces
- Rou Reynolds: voz (pista 5).
- Masato Hayakawa: voz (pista 13).